# Trzeba było zostać dresiarzem
Trzeba było zostać dresiarzem – piąty album studyjny polskiego rapera i producenta muzycznego Tego Typa Mesa. Wydawnictwo ukazało się 18 kwietnia 2014 roku nakładem wytwórni muzycznej Alkopoligamia.com. Gościnnie w nagraniach wzięli udział m.in.: piosenkarz Andrzej Dąbrowski, beatbokser Blady Kris oraz raper Peja.
W ramach promocji do pochodzących z płyty piosenek „Głupia, spięta dresiara”, „Loveyourlife”, „Będę na działce” i „Tul petardę” zostały zrealizowane teledyski.
Nagrania dotarły do 4. miejsca zestawienia OLiS. 1 października 2014 roku płyta uzyskała w Polsce status złotej.
W 2015 roku album uzyskał nominację do nagrody polskiego przemysłu fonograficznego Fryderyka w kategorii Album roku hip-hop.

## Lista utworów
Opracowano na podstawie materiału źródłowego.
| 1. „Trze'a było” – 4:04 2. „Ikarusałka” – 3:27 3. „Janusz Andrzej Nowak” – 4:19 4. „Nuda (na przystawkę, danie główne i deser)” – 3:56 5. „Nie skumasz jak to jest” – 4:23[A] 6. „Głupia, spięta dresiara” – 3:27 7. „As” – 4:43 8. „Będę na działce” – 4:43 9. „Loveyourlife” – 4:34 10. „Esc” – 4:17 |  | 1. "Co u Żuka?” – 4:13 2. „W autobusie z cmentarza” – 4:27 3. „Ochroniarz Patryk” – 4:44 4. „Tul petardę” – 4:32 5. „Ponagla mnie” – 4:30 6. „Auta (spontan)” – 2:38 7. „Oni wciąż biegają” – 4:08 8. „Wyjdź z czołgu” – 4:21 9. „Uśmiechnij się (utwór ukryty)” – 4:01 (utwór dodatkowy)[B] |

Notatki
- A^ Z wykorzystaniem sampli pochodzących z piosenki „Misty Canyon” w wykonaniu Sven Libaek[16].
- B^ Z wykorzystaniem sampli pochodzących z piosenki „Dreamflower” w wykonaniu Tarika Blue[17].

## Twórcy
Opracowano na podstawie materiału źródłowego.

- Piotr „Ten Typ Mes” Szmidt – produkcja (10, 12, 14), scratche (16), słowa, rap
- Krzysztof „Sherlock” Kollek – produkcja (1, 18)
- Bartosz „Szogun” Pietrzak – produkcja (2, 10, 11, 13, 14), instrumenty klawiszowe (13)
- Piotr Borowiec – głos (2)
- Tomasz „R.A.U.” Rałowski – produkcja (3)
- Michał Tomaszczyk – puzon (3)
- Wojciech „Sodrumatic” Rusinek – produkcja (6)
- Grzegorz „Głośny” Kubicki – produkcja (4, 8), talkbox (8)
- Zbigniew Jakubek – instrumenty klawiszowe (10)
- Kuba Knap – rap (5)
- Bonny Larmes – produkcja (5)
- Łukasz „L.A.” Laskowski – produkcja (4)
- Andrzej Dąbrowski – śpiew (7)
- DJ Def – scratche (8)
- Lower Entrance – produkcja (9)
- Magda „Jazzy” Dzięgiel – śpiew (7, 9)
- Łukasz „Qciek” Kuczyński – produkcja (12)
- Dj Black Belt Greg – scratche (9, 12)
- Krzysztof „Blady Kris” Kadela – beatbox (13)
- Radosław „Skubas” Skubaja – gitara (13), śpiew (13), produkcja (13)
- Olaf Deriglasoff – gitara (14), śpiew (14), produkcja (14)
- Tomasz „Stona” Strączek – produkcja (7, 15)
- Martina Martwiejczuk – śpiew (15)
- Bonny Larmes – produkcja (16)
- Michał „DJ Eprom” Baj – produkcja (17), miksowanie (17), scratche (17)
- Ryszard „Peja” Andrzejewski – rap (19)
- Janek – głos (18)